# フジキカイ
株式会社フジキカイ（英: FUJI MACHINERY CO., LTD.）は、愛知県名古屋市中村区に本社を置く自動包装機メーカー。

## 概要
1946年（昭和21年）創業の自動包装機メーカーで国内最大手、世界でもトップクラスのシェアを持つ。

## 沿革
- 1946年（昭和21年） - 創業。
- 1948年（昭和23年）6月 - 株式会社に組織変更、「株式会社富士機械製作所」となる。
- 1985年（昭和60年） - 「株式会社フジキカイ」に商号を変更。
- 1993年（平成 5年） - 株式会社フジキカイ、株式会社フジキカイ興業、株式会社フジパックシステム、株式会社フジパッケージングマシンズが合併。
- 1995年（平成 7年） - 名古屋工場がISO 9001認証を取得。
- 2000年（平成12年） - SIGパッケージ社と業務提携。
- 2008年（平成20年） - 愛知県ブランド企業に認定される。

- 2009年（平成21年） - 中小企業庁より元気なモノ作り中小企業300社に認定される。

- 2016年（平成28年） - 「平成28年度文部科学大臣表彰 科学技術賞」を受賞。

- 2017年（平成29年） - 「ジャパンパックアワード大賞」を受賞。

- 2019年（平成31年・令和元年） - 「中小企業庁長官賞（平成30年度優秀省エネ機器・システム）」を受賞。

- 2020年（令和2年） - 北名古屋市沖村西ノ川91番地に本拠地を移転。

## 主な製品
- 横形ピロー包装機
- 縦形ピロー包装機
- 段ボールケーサー
- カートナー
- ストレッチフィルム包装機
- 包装機用自動供給装置
- 包装支援ロボット

## 事業所
- 本社（愛知県名古屋市中村区）
- 本部・名古屋工場（愛知県北名古屋市沖村）
- 美濃工場（岐阜県美濃市）
- 東京支店（東京都渋谷区）
- 名古屋支店（愛知県北名古屋市沖村）
- 大阪支店（大阪府大阪市東成区）
- 札幌営業所（北海道札幌市中央区）
- 仙台営業所（宮城県仙台市泉区）
- 新潟営業所（新潟県新潟市中央区）
- 広島営業所（広島県広島市東区）
- 福岡営業所（福岡県福岡市博多区）

## 関連会社
- 株式会社フジパックシステム
- 株式会社フジマシンフィット
- フジパッケージングA/S（デンマーク）
- フジパッケージングマシンズSAS（フランス）
- フジフォーモスト（アメリカ）